# Lorenzo Natali
Pour les articles homonymes, voir Natali.
Lorenzo Natali Pierucci Bondicchi, né le 2 octobre 1922 et mort le 29 août 1989, est un homme politique italien. 